# نوربرت كرافت
نوربرت كرافت هو عازف الغيتار الكلاسيكي وعازف قيثارة كندي، ولد في 1950 في لينتس في النمسا.

## وصلات خارجية
- نوربرت كرافت على موقع ميوزك برينز (الإنجليزية)
- نوربرت كرافت على موقع ديسكوغز (الإنجليزية)